# Il giorno perfetto
Il giorno perfetto è la prima raccolta del cantautore italiano Gianluca Grignani, pubblicata nel 1999.

## Il disco
Contiene il brano inedito su disco Il giorno perfetto, presentato al Festival di Sanremo lo stesso anno.

## Tracce
1. Il giorno perfetto
2. La mia storia tra le dita
3. Destinazione Paradiso (versione integrale)
4. Falco a metà
5. Primo treno per Marte (live)
6. La fabbrica di plastica (versione acustica)
7. L'allucinazione
8. Solo cielo
9. Baby Revolution
10. Mi piacerebbe sapere (original demo)
11. Campi di popcorn
12. La canzone
13. Mi historia entre tus dedos

## Musicisti
- Gianluca Grignani - voce, chitarra, pianoforte
- Fabio Massimo Colasanti - chitarra
- Lele Melotti - batteria
- Claudia Arvati - cori

## Classifiche
| Classifica (1999) | Posizione massima |
| ----------------- | ----------------- |
| Italia            | 17                |